# Keckiella
Keckiella es un género con siete especies de plantas de flores de la familia Scrophulariaceae.
Son nativas del suroeste de América del Norte , especialmente en California. Tienen atractivas flores conocidas como "Boca de Dragón". 
El género Keckiella fue nombrado en honor del botánico estadounidense David D.Keck. 

## Especies seleccionadas
- Keckiella antirrhinoides
- Keckiella breviflora
- Keckiella cordifolia
- Keckiella corymbosa
- Keckiella lemmonii

## Sinónimo
- Keckia